# Туленгутський сільський округ
Туленгу́тський сільський округ (каз. Төлеңгіт ауылдық округі, рос. Туленгутский сельский округ) — адміністративна одиниця у складі Єскельдинського району Жетисуської області Казахстану. Адміністративний центр — село Жетису.
Населення — 2118 осіб (2021; 2173 у 2009, 2160 у 1999, 2712 у 1989).
Станом на 1989 рік існувала Толенгутська сільська рада (села Єкпенди, Жендик, Жетису).

## Склад
До складу округу входять такі населені пункти:
| Населений пункт | Населення, осіб (1989) | Населення, осіб (1999) | Населення, осіб (2009) | Населення, осіб (2021) |
| --------------- | ---------------------- | ---------------------- | ---------------------- | ---------------------- |
| Єкпенді, село   | 516                    | 438                    | 438                    | 482                    |
| Жендік, село    | 212                    | 157                    | 159                    | 171                    |
| Жетису, село    | 1984                   | 1565                   | 1576                   | 1465                   |